# Фрэнки (фильм, 2019)
«Фрэнки» (англ. Frankie) — американо-французский драматический фильм режиссёра Айры Сакса по сценарию Сакса и Маурицио Захариаса. Главные роли в картине исполняют Изабель Юппер, Грег Киннир, Мариса Томей и Жереми Ренье.
Мировая премьера фильма состоялась в рамках Каннского кинофестиваля 20 мая 2019 года.

## Сюжет
Фрэнки, известная французская актриса, узнаёт, что ей осталось жить всего несколько месяцев. Она собирает друзей и родственников вокруг себя в Синтре на последний семейный праздник.

## Актёрский состав
- Изабель Юппер — Фрэнки
- Грег Киннир — Гэри
- Мариса Томей — Айрин
- Жереми Ренье — Пол
- Брендан Глисон — Джимми
- Винетт Робинсон — Сильвия
- Эрион Бакаре — Иэн
- Паскаль Греггори — Мичел
- Карлоту Котто — Тиаго
- Сенниа Нануа — Майя

## Производство
В феврале 2018 года было объявлено, что Изабель Юппер, Грег Киннир, Мариса Томей и Андре Вильм присоединились к актёрскому составу фильма, режиссурой которого займётся Айра Сакс. В сентябре 2018 года было объявлено, что к ансамблю присоединились Брендан Глисон, Винетт Робинсон, Эрион Бакаре и Паскаль Греггори.
Съёмки фильма стартовали в октябре 2018 года в Португалии.

## Релиз
Мировая премьера фильма состоится в рамках Каннского кинофестиваля 20 мая 2019 года. Фильм будет выпущен компанией SBS Distribution на территории Франции 28 августа 2019 года. Компания Sony Pictures Classics займётся дистрибуцией фильма на территории США.

## Принятие
На веб-сайте-агрегаторе Rotten Tomatoes фильм имеет рейтинг 64% на основе 25 рецензий со средней оценкой 5,25/10. На Metacritic фильм имеет средневзвешенный балл 54 из 100 на основе 10 рецензий, что указывает на «в целом смешанные отзывы».